# Елемент на Пелтие
Елемент на Пелтие представлява плочка, съдържаща голям брой (обикновено 127 или повече) термодвойки. При подаване на електрически ток към изводите на елемента на Пелтие едната страна на плочката се охлажда, а срещуположната се нагрява.
В случай че се нагрее от едната страна и се охлади от другата принудително, елементът на Пелтие започва да генерира електричество, явявайки се термогенератор, известен още като елемент на Зеебек.